# Třída Draken (1926)
Třída Draken byla třída ponorek švédského námořnictva. Celkem byly postaveny tři jednotky této třídy. Jejich hlavním posláním bylo kladení min. Ve službě byly v letech 1929–1948. Ulven byla za druhé světové války zničena minami. Ostatní neprošly žádnou modernizací a do roku 1948 byly vyřazeny.

## Stavba
Ponorky konstrukčně navazovaly na předchozí třídu Valen. Švédská loděnice Örlogsvarvet v Karlskroně postavila v letech 1925–1931 celkem tři jednotky této třídy.
Jednotky třídy Draken:
| Jméno       | Založení kýlu | Spuštěna    | Vstup do služby | Status |
| ----------- | ------------- | ----------- | --------------- | --- |
| Draken (Dr) | 1925          | říjen 1926  | únor 1929       | Vyřazena 1948. |
| Gripen (Gr) | 1926          | srpen 1928  | březen 1929     | Vyřazena 1947. |
| Ulven       | 1928          | březen 1930 | únor 1931       | Dne 16. dubna 1943 se potopila na německé mině, později byla nalezena a vyzvednuta, celá posádka zahynula, ponorka neopravena. |

## Konstrukce

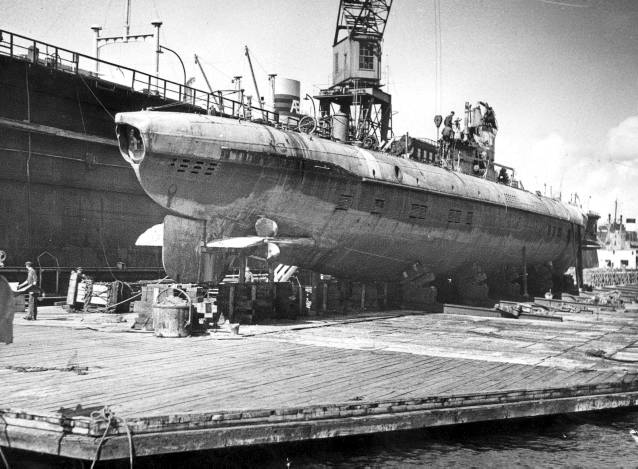
Vrak ponorky Ulven po vyzvednutí z mořského dna

Ponorky byly vyzbrojeny jedním 105mm kanónem, jedním 25mm kanónem, dvěma příďovými a dvěma záďovými 533mm torpédomety s celkovou zásobou osmi torpéd. Pohonný systém tvořily dva diesely Götaverken o výkonu 1920 hp a dva elektromotory o výkonu 1000 hp, pohánějící dva lodní šrouby. Nejvyšší rychlost dosahovala 13,8 uzlu na hladině a 8,3 uzlu pod hladinou.